# Igazi siklóformák
Az igazi siklóformák (Colubrinae) a pikkelyes hüllők (Squamata) rendjében a kígyók (Serpentes) alrendjébe sorolt siklófélék (Colubridae) család névadó alcsaládja.

## Származásuk, elterjedésük
Valamennyi kontinensen megtaláljuk őket, de egyik faj sem húzódik fel a sarkkörig, és már a 60° északi szélességet is csak Európában érik el. Hiányoznak a Csendes-óceán apró, a Bismarck- és Salamon-szigetektől keletre eső szigeteiről is.

## Megjelenésük, felépítésük
Az igazi siklók karcsú teste mindenütt egyformán hajlítható. Hosszúkás fejük többé-kevésbé világosan elkülönül a törzsüktől. A farkuk hegyben végződik.
Törzsük felső részét zsindelyszerűen egymásra boruló sima vagy bordás pikkelyek borítják, alsó részüket pedig nagy pajzsok. Az áll pajzsait barázda választja el egymástól; a farkrész pajzsai egy vagy két sorban sorakoznak. Az állkapcsukban és a szájpadlásukból számos, meglehetősen hasonló fog nő. Közül egyesek (olykor a legelsők, olykor a leghátulsók közül) nagyobbak lehetnek a többinél.
Pupillájuk kerek vagy hasíték.

## Életmódjuk, élőhelyük
Egyértelműn ragadozók; növényt gyakorlatilag nem esznek; táplálékuk jórészt méretüktől függ. A nagyobbak kisebb gerincesekre — különösen hüllőkre és kétéltűekre — vadásznak, egyes fajok kisebb emlősökre és madarakra is. Meglehetősen sok halevő fajt is ismerünk. A kisebb termetűek csigákkal, férgekkel, rovarokkal és azok lárváival is beérik. Áldozatukat nem lesből fogják meg, és nem is lesben várják, hanem utánalopóznak, és úgy támadják meg. A békákat és halakat, miként a kisebb gyíkokat és egereket is különösebb előkészület nélkül nyelik le, a békákat gyakran a hátulsó lábukkal, a halakat pedig a fejükkel előre. A madarakat és a nagyobb emlősöket előbb megfojtják, és csak azután nyelik le. Egyes fajok kizárólag más kígyókkal táplálkoznak: azokat a halakhoz hasonlóan fejjel előre nyelik le.
Életmódjuk módfelett változatos; ezt részben jelzi pupillájuk típusa. A nappal aktív fajok többségének pupillája kerek, és a legtöbb hasítékpupillájú pedig éjjel vagy szürkületkor vadászik. A keveredés fő oka, hogy több faj részben a föld alatt él, illetve követi kiszemelt zsákmányát annak odújába. Egyes nappali kígyók úgy óvják szemüket a túl élénk fénytől, hogy szemrésüket nem hasítékszerűen, hanem egy pontba húzzák össze.

## Rendszerezésük
A siklófélék rendszertani felosztása messze nem egyértelmű: a taxont a különböző szerzők 3–13 alcsaládra bontják. Ez az alcsalád mindegyik rendszerben szerepel, és bizonyosan állítható, hogy 1000-nél jóval több fajjal, amiket számos nembe sorolnak.  Az általunk ismertetett, négy alcsaládos rendszerben az alcsalád nemeit három csoportba sorolják.
- Aeluroglena Boulenger, 1898 – 1 faj
- Aprosdoketophis Wallach, Lanza & Nistri, 2010 – 1 faj
- Archelaphe Schulz, Böhme and Tillack, 2011 – 1 faj
- Argyrogena Werner, 1924 – 1 faj
- Arizona Baird, 1859 – 1 faj
- Bogertophis Dowling & Price, 1988 – 2 faj
- Boiga Fitzinger, 1826 – 35 faj
- Bamanophis Schätti & Trape, 2008 – 1 faj
- Cemophora Cope, 1860 – 1 faj
- Chironius Fitzinger, 1826 – 22 faj
- Coelognathus Fitzinger, 1843 – 5 faj
- Coluber Linnaeus, 1758 – 12 faj
- Colubroelaps Orlov, Kharin, Ananjeva, Thien Tao & Quang Truong, 2009 - 1 faj
- Conopsis Günther, 1858 – 6 faj
- Coronella Laurenti, 1768 – 3 faj
- Crotaphopeltis (Fitzinger, 1843) – 6 faj
- Dasypeltis Wagler, 1830 – 16 faj
- Dendrophidion (Fitzinger, 1843) – 15 faj
- Dipsadoboa Günther, 1858) – 10 faj
- Dispholidus Fitzsimons & Brain, 1958) – 1 faj
- Dolichophis Gistel, 1868 – 4 faj
- Drymoluber Amaral, 1929 – 3 faj
- Drymarchon Fitzinger, 1843 – 6 faj
- Drymobius Fitzinger, 1843 – 4 faj
- Eirenis Jan, 1863 – 21 faj
- Elachistodon (Reinhardt, 1863) – 1 faj 
  - indiai tojásevő-kígyó (Elachistodon westermanni)
- Elaphe Wagler, 1833 – 11 faj
- Euprepiophis Fitzinger, 1843 – 3 faj
- Ficimia Gray, 1849 – 6 faj
- Geagras Cope, 1876 – 1 faj
- Gonyophis Peters, 1871 – 1 faj
  - Gonyophis margaritatus

- Gonyosoma Wagler, 1828 – 2 faj
  - Gonyosoma jansenii
  - mangroveerdei sikló (Gonyosoma oxycephalum)

- Gyalopion (Cope, 1860) – 2 faj
  - Gyalopion canum
  - Gyalopion quadrangulare

- Hapsidophrys (Fischer, 1856)  – 3 faj
  - ''Hapsidophrys lineatus
  - ''Hapsidophrys principis
  - ''Hapsidophrys smaragdina

- Hemerophis (Schätti & Utiger, 2001)  – 1 faj
  - Hemerophis socotrae

- Hemorrhois (Boie, 1826) – 4 faj
  - algériai haragossikló (Hemorrhois algirus), régebben (Coluber algirus)
  - patkós sikló (Hemorrhois hippocrepis), régebben (Coluber hippocrepis)
  - Hemorrhois nummifer, régebben (Coluber nummifer)
  - ázsiai haragossikló (Hemorrhois ravergieri), régebben (Coluber ravergieri)

- Hierophis  – 3 faj
  - balkáni haragossikló (Hierophis gemonensis) vagy (Coluber gemonensis)
  - Hierophis spinalis
  - sárgászöld haragossikló (Hierophis viridiflavus)  vagy (Coluber viridiflavus)
- Lampropeltis Fitzinger, 1843 - 12 faj
- Leptodrymus (Amaral, 1927)  - 1 faj
  - Leptodrymus pulcherrimus
- Leptophis Bell, 1825 – 10 faj

- Lepturophis (Boulenger, 1900) - 1 faj
  - Lepturophis albofuscus

- Liopeltis (Fitzinger, 1843) - 7 faj
  - Liopeltis calamaria
  - Liopeltis frenatus
  - Liopeltis herminae
  - Liopeltis philippinus
  - Liopeltis rappi
  - Liopeltis stoliczkae
  - Liopeltis tricolor

- Lycodon (Boie, 1826) - 30 faj
  - Lycodon alcalai
  - Lycodon aulicus
  - Lycodon bibonius
  - Lycodon butleri
  - Lycodon capucinus
  - Lycodon cardamomensis
  - Lycodon chrysoprateros
  - Lycodon dumerili
  - Lycodon effraenis
  - Lycodon fasciatus
  - Lycodon fausti
  - Lycodon ferroni
  - Lycodon flavicollis
  - Lycodon flavomaculatus
  - Lycodon jara
  - Lycodon kundui
  - Lycodon laoensis
  - Lycodon mackinnoni
  - Lycodon muelleri
  - Lycodon osmanhilli
  - Lycodon paucifasciatus
  - Lycodon ruhstrati
  - Lycodon solivagus
  - Lycodon stormi
  - Lycodon striatus
  - Lycodon subcinctus
  - Lycodon tessellatus
  - Lycodon tiwarii
  - Lycodon travancoricus
  - Lycodon zawi

- Lycognathophis (Boulenger, 1893) - 1 faj
  - Lycognathophis seychellensis

- Lytorhynchus (Peters, 1862) - 6 faj 
  - Lytorhynchus diadema
  - Lytorhynchus gasperetti
  - Lytorhynchus kennedyi
  - Lytorhynchus maynardi
  - Lytorhynchus paradoxus
  - Lytorhynchus ridgewayi

- Maculophis (Burbrink & Lawson, 2007) - 1 faj 
  - Maculophis bella

- Masticophis (Baird & Girard, 1853) – 9 faj
  - Masticophis anthonyi
  - Masticophis aurigulus
  - sivatagi ostorkígyó (Masticophis bilineatus)
  - ostorkígyó (Masticophis flagellum)
  - Masticophis lateralis
  - Masticophis lineolatus
  - Masticophis mentovarius
  - Masticophis schotti
  - díszes ostorkígyó (Masticophis taeniatus)

- Mastigodryas (Amaral, 1935) – 12 faj
  - Mastigodryas amarali
  - Mastigodryas bifossatus
  - Mastigodryas boddaerti
  - Mastigodryas bruesi
  - Mastigodryas cliftoni
  - Mastigodryas danieli
  - Mastigodryas dorsalis
  - Mastigodryas heathii
  - Mastigodryas melanolomus
  - Mastigodryas pleei
  - Mastigodryas pulchriceps
  - Mastigodryas sanguiventris

- Meizodon (Fischer, 1856) – 5 faj
  - Meizodon coronatus
  - Meizodon krameri
  - Meizodon plumbiceps
  - Meizodon regularis
  - Meizodon semiornatus

- Oligodon (Fitzinger, 1826) - 68 faj

- Opheodrys (Fitzinger, 1843) – 2 faj
  - érdes fűsikló vagy zöld fűsikló (Opheodrys aestivus)
  - sima zöldsikló (Opheodrys vernalis)

- Oreocryptophis (Utiger, Schätti & Helfenberger, 2005) – 1 faj
  - Oreocryptophis porphyracea

- Orthriophis (Utiger et al., 2002) – 4 faj
  - Orthriophis cantoris
  - Orthriophis hodgsoni
  - Orthriophis moellendorffi
  - Orthriophis taeniurus
    - tajvani sávosfarkú sikló (Orthriophis taeniurus friesei) régebben (Elaphe taeniurus)

- Oxybelis (Wagler, 1830) – 4 faj
  - szőlősikló (Oxybelis aeneus)
  - Oxybelis brevirostris
  - Oxybelis fulgidus
  - Oxybelis wilsoni

- Pantherophis (Fitzinger, 1843) – 10 faj
  - Pantherophis alleghaniensis, régebben Elaphe alleghaniensis
  - Baird-gabonasikló (Pantherophis bairdi), régebben (Elaphe bairdi)
  - Pantherophis  emoryi, régebben Elaphe emoryi
  - Pantherophis flavirufus, régebben Elaphe flavirufa
  - Pantherophis golydi, régebben Elaphe gloydi
  - vörös gabonasikló (Pantherophis guttatus), régebben (Elaphe guttata)
  - fekete gabonasikló (Pantherophis obsoletus), régebben (Elaphe obsoleta)
  - Pantherophis phaescens, régebben Elaphe phaescens
  - Pantherophis slowinskii, régebben Elaphe slowinskii
  - Pantherophis spiloides, régebben Elaphe spiloides
  - rókakígyó (Pantherophis vulpinus), régebben (Elaphe vulpina)

- Philothamnus (Smith, 1840) – 18 faj
  - Philothamnus angolensis
  - Philothamnus battersbyi
  - Philothamnus bequaerti
  - Philothamnus carinatus
  - Philothamnus dorsalis
  - Philothamnus girardi
  - Philothamnus heterodermus
  - Philothamnus heterolepidotus
  - Philothamnus hoplogaster
  - Philothamnus hughesi
  - Philothamnus irregularis
  - Philothamnus macrops
  - Philothamnus natalensis
  - Philothamnus nitidus
  - Philothamnus ornatus
  - Philothamnus punctatus
  - Philothamnus semivariegatus
  - Philothamnus thomensis

- Phyllorhynchus (Stejneger, 1890) – 2 faj
  - Phyllorhynchus browni
  - Phyllorhynchus decurtatus

- Pituophis (Holbrook, 1842) (Holbrook, 1842) – 4 faj
  - sárga bikasikló (Pituophis catenifer)
  - mexikói kutyakígyó (Pituophis deppei)
  - Pituophis lineaticollis
  - észak-amerikai kutyakígyó (Pituophis melanoleucus)
  - Pituophis ruthve

- Platyceps (Blyth, 1860) – 9 faj
  - Platyceps afarensis
  - Platyceps collaris
  - Platyceps florulentus
  - Platyceps karelini
  - Platyceps najadum
  - Platyceps rhodorachis
  - Platyceps rogersi
  - Platyceps saharicus
  - Platyceps ventromaculatus

- Prosymna (Gray, 1849) – 14 faj
  - Prosymna ambigua
  - Prosymna angolensis
  - Prosymna bivittata
  - Prosymna frontalis
  - Prosymna greigerti
  - Prosymna janii
  - Prosymna meleagris
  - Prosymna ornatissima
  - Prosymna pitmani
  - Prosymna ruspolii
  - Prosymna semifasciata
  - Prosymna somalica
  - Prosymna sundevalli
  - Prosymna visseri

- Pseudocyclophis (Boettger, 1888) – 1 faj
  - Pseudocyclophis persicus

- Pseudoficimia (Bocourt, 1883) – 1 faj
  - Pseudoficimia frontalis

- Pseustes (Fitzinger, 1843) – 5 faj
  - Pseustes cinnamomeus
  - Pseustes poecilonotus
  - Pseustes sexcarinatus
  - Pseustes shropshirei
  - Pseustes sulphureus

- Ptyas (Fitzinger, 1843) – 8 faj
  - Ptyas carinata
  - Ptyas dhumnades
  - Ptyas dipsas
  - Ptyas fusca
  - Ptyas korros
  - Ptyas luzonensis
  - felemás álkobra (Ptyas mucosa)
  - Ptyas nigromarginatus

- Rhadinophis ( Kenneth L. Williams & Wallach, 1989) – 2 faj
  - Rhadinophis frenatum
  - Rhadinophis prasina

- Rhamnophis (Günther, 1862)  – 2 faj
  - Rhamnophis aethiopissa
  - Rhamnophis batesii

- Rhinobothryum – 2 faj
  - Rhinobothryum bovallii
  - Rhinobothryum lentiginosum

- Rhinocheilus (Baird & Girard, 1853) – 1 faj
  - hosszúorrú sikló (Rhinocheilus lecontei)

- Rhynchocalamus – 3 faj
  - Rhynchocalamus arabicus
  - Rhynchocalamus barani
  - Rhynchocalamus melanocephalus

- Rhynchophis – 1 faj
  - Rhynchophis boulengeri

- Salvadora (Baird & Girard, 1853) 7 faj
  -  Salvadora bairdi
  - Salvadora deserticola
  - Salvadora grahamiae
  - Salvadora hexalepis
  - Salvadora intermedia
  - Salvadora lemniscata
  - Salvadora mexicana

- Scaphiodontophis (Taylor & Smith, 1943) – 2 faj
  - Scaphiodontophis annulatus
  - Scaphiodontophis ventissimus

- Scolecophis  – 1 faj
  - Scolecophis atrocinctus

- Senticolis (Dowling & Fries, 1987) – 1 faj
  - Senticolis triaspis

- Sibynophis – 9 faj
  - Sibynophis bistrigatus
  - Sibynophis bivittatus
  - Sibynophis chinensis
  - Sibynophis collaris
  - Sibynophis geminatus
  - Sibynophis melanocephalus
  - Sibynophis sagittarius
  - Sibynophis subpunctatus
  - Sibynophis triangularis

- Simophis – 2 faj
  - Simophis rhinostoma
  - Simophis rohdei

- Sonora (Baird & Girard, 1843) – 3 faj 
  - Sonora aemula
  - Sonora michoacanensis
  - Sonora semiannulata

- Spalerosophis – 5 faj 
  - Spalerosophis arenarius
  - Spalerosophis diadema
  - Spalerosophis dolichospilus
  - Spalerosophis josephscorteccii
  - Spalerosophis microlepis

- foltos sikló (Spilotes) (Wagler, 1830) – 1 faj
  - fekete-sárga patkánysikló (Spilotes pullatus)

- Stegonotus  – 10 faj 
  - Stegonotus batjanensis
  - Stegonotus borneensis
  - Stegonotus cucullatus
  - Stegonotus diehli
  - Stegonotus dumerilii
  - Stegonotus florensis
  - Stegonotus guentheri
  - Stegonotus heterurus
  - Stegonotus modestus
  - Stegonotus parvus

- Stenorrhina (Duméril, 1853) – 2 faj
  - Stenorrhina degenhardtii
  - Stenorrhina freminvillei

- Symphimus (Cope, 1870) – 2 faj
  - Symphimus leucostomus
  - Symphimus mayae
- Sympholis (Cope, 1862) – 1 faj
  - Sympholis lippiens
- Tantilla Baird & Girard – 30 faj
  - Tantilla atriceps
  - Tantilla bocourti
  - Tantilla briggsi
  - Tantilla calamarina
  - Tantilla cascadae
  - Tantilla coronadoi
  - Tantilla coronata
  - kámzsás sikló (Tantilla cucullata), régebben (Macroptodon cucullatus)
  - Tantilla cuniculator
  - Tantilla deppei
  - Tantilla flavilineata
  - Tantilla gracilis
  - Tantilla hobartsmithi
  - Tantilla jani
  - Tantilla melanocephala
  - Tantilla moesta
  - Tantilla nigriceps
  - Tantilla oaxacae
  - Tantilla oolitica
  - Tantilla planiceps
  - Tantilla relicta
  - Tantilla rubra
  - Tantilla schistosa
  - Tantilla shawi
  - Tantilla slavensi
  - Tantilla striata
  - Tantilla taeniata
  - Tantilla tayrae
  - Tantilla wilcoxi
  - Tantilla yaquia

- Tantillita Smith, 1941 – 3 faj
  - Tantillita brevissima
  - Tantillita canula
  - Tantillita lintoni
- Telescopus – 3 faj
  - namíbiai tigriskígyó (Telescopus beetzi)
  - Telescopus dhara
  - macskakígyó (Telescopus fallax)
  - Telescopus gezirae
  - Telescopus hoogstraali
  - Telescopus nigriceps
  - Telescopus obtusus
  - Telescopus pulcher
  - Telescopus rhinopoma
  - keleti tigriskígyó (Telescopus semiannulatus)
  - Telescopus tessellatus
  - Telescopus variegatus
- Thelotornis (Laurenti, 1768) – 3 faj
  - kéregmintás ágsikló (Thelotornis capensis)
  - madarász ágsikló (Thelotornis kirtlandii)
  - Thelotornis usambaricus
- Thrasops – 4 faj
  - Thrasops flavigularis
  - Thrasops jacksonii
  - Thrasops occidentalis
  - Thrasops schmidti
- Toluca Kennicott, 1859 – 4 faj
  - Toluca amphisticha
  - Toluca conica
  - Toluca lineata
  - Toluca megalodon
- Trimorphodon Cope, 1861 – 2 faj
  - északi lantkígyó (Trimorphodon biscutatus)
  - mexikói lantkígyó (Trimorphodon tau)
- Xenelaphis – 2 faj
  - Xenelaphis ellipsifer
  - Xenelaphis hexgonotus
- Xyelodontophis – 1 faj
- Chionactis (Cope, 1860) – 2 faj
  - Chionactis occipitalis
  - Chionactis palarostris
- Dryadophis (Stuart, 1938) – 2 faj 
  - Dryadophis cliftoni
  - Dryadophis melanolomus

### Psammophiinae csoport
A következő nemek szoros rokonságban vannak egymással, több szerző leválasztja őket a Colubrinae alcsaládból és egy önálló alcsaládba, a Psammophiinae alcsaládba sorolja őket.
- Hemirhagerrhis – 4 faj
  - Hemirhagerrhis hildebrandtii
  - Hemirhagerrhis kelleri
  - Hemirhagerrhis nototaenia
  - Hemirhagerrhis viperina
- Malpolon – 2 faj
  - európai gyíkászkígyó (Malpolon monspessulanus)
  - Malpolon moilensis
- Mimophis (Alfred Grandidier, 1867) – 1 faj
  - Mimophis mahfalensis
- Psammophis – 22 faj
  - Psammophis aegyptius
  - Psammophis angolensis
  - Psammophis ansorgii
  - Psammophis biseriatus
  - Psammophis condanarus
  - Psammophis crucifer
  - Psammophis elegans
  - Psammophis jallae
  - fokföldi szaguldókígyó (Psammophis leightoni)
  - Psammophis leithii
  - Psammophis lineolatus
  - Psammophis longifrons
  - Psammophis notostictus
  - Psammophis phillipsi
  - Psammophis pulcher
  - Psammophis punctulatus
  - Psammophis rukwae
  - Psammophis schokari
  - Afrikai száguldó sikló (Psammophis sibilans)
  - csíkoshasú szaguldókígyó (Psammophis subtaeniatus)
  - Psammophis tanganicus
  - Psammophis trigrammus
- Psammophylax – 3 faj
  - Psammophylax rhombeatus
  - Psammophylax tritaeniatus
  - Psammophylax variabilis
- Rhamphiophis – 4 faj
  - Rhamphiophis acutus
  - Rhamphiophis maradiensis
  - Rhamphiophis oxyrhynchus
  - Rhamphiophis rubropunctatus